# لوستري
لوستري (بالإنجليزية: Lustre)‏ نظام ملفات موزع متوازي، عادة يستخدم في المقاسات الكبيرة من الحواسيب العنقودية. اسم لوستري هو (Lustre) لفظ منحوت من جنو/لينكس و عنقود (حوسبة). نظام ملفات لوستري متوفر تحت رخصة رخصة جنو العمومية الإصدار الثاني ويقدم أداء عالي للحواسيب العنقودية التي تتراوح من مجموعة صغيرة إلى المقاسات الكبيرة إلى المتعددة.
وبسبب أداءه العالي ورخصته الحرة فإنه غالباً ما يستخدم في الحواسيب الفائقة، وحالياً تستخدمه 6 من أصل 10 من أسرع الحواسيب الفائقة في العالم وأكثر من 60 من أصل أسرع 100 حاسوب فائق في العالم، ويستخدمه تيتان (حاسوب فائق) ثاني أسرع حاسوب فائق في العالم حسب توب500.